# Дубницы
Дубни́цы (Усе́лла) — деревня в Струго-Красненском районе Псковской области России. Входит в состав сельского поселения «Марьинская волость». Место компактного расселения эстонцев-переселенцев.

## География
Находится на северо-востоке региона, в центральной части района, в лесной местности вблизи р. Меленка и оз. Выдерица (Дубницкое, Уселльское).
Уличная сеть не развита.

## История
Первое упоминание — 1876 год, как пустошь Дубницкая Соседненской волости Лужского уезда. В 1927 году в составе Смехновского сельсовета Новосельского района. С 1928 года пустошь Дубницкая передана в состав Струго- Красненского района.
В 1939 году хутора в пустоши Дубницкая объединили в колхоз «Уус-Эллу» (эст. Uus Ellu).
В 1941—1944 гг. деревня находилась под оккупацией войсками гитлеровской Германии.
Согласно Закону Псковской области от 28 февраля 2005 года деревня Дубницы вошла в состав образованного муниципального образования «Марьинская волость».

## Население
| 2001 | 2002 | 2010 | 2011 |
| ---- | ---- | ---- | ---- |
| 1    | ↘0   | →0   | →0   |

## Инфраструктура
В 1930—1941 и 1944—1950 годах в деревне работал эстонский колхоз «Уус-Эллу» («Новая жизнь»), в 1950—1957 годах — бригада Дубницы колхоза имени Будённого. Действовала Дубницкая начальная школа (1946, 1950, 1956), Дубницкая сельская библиотека.

## Транспорт
Деревня доступна по просёлочным дорогам.